# Eric Magnus Paul
Eric Magnus Paul (* 30. April 1997 in Hamburg) ist ein deutscher Ruderer.

## Karriere
2017 gewann er im Leichtgewichts-Doppelvierer bei den U23-Weltmeisterschaften das B-Finale, was am Ende Platz sieben bedeutete. Bei den U23-Weltmeisterschaften 2018 belegte er erneut den siebten Platz im Leichtgewichts-Doppelvierer. 2019 gewann er zusammen mit Jonathan Schreiber den Titel im Leichtgewichts-Doppelzweier bei den U23-Weltmeisterschaften. 
Bei den Europameisterschaften 2020 gewann er die Silbermedaille im Leichtgewichts-Doppelvierer mit  Julian Schneider, Jonathan Schreiber und Joachim Agne.

## Internationale Erfolge
- 2017: 7. Platz U23-Weltmeisterschaften im Leichtgewichts-Doppelvierer
- 2018: 7. Platz U23-Weltmeisterschaften im Leichtgewichts-Doppelvierer
- 2019: Goldmedaille U23-Weltmeisterschaften im Leichtgewichts-Doppelzweier
- 2020: Silbermedaille Europameisterschaften im Leichtgewichts-Doppelvierer